# Melhor É Impossível
As Good as It Gets (bra/prt: Melhor É Impossível) é um filme norte-americano de 1997, do gênero comédia dramático-romântica, dirigido por James L. Brooks, com roteiro dele e de Mark Andrus.
Produzido por Laura Ziskin, o filme é estrelado por Jack Nicholson como um romancista obsessivo-compulsivo misantropo, Helen Hunt como uma mãe solteira com um filho asmático, e Greg Kinnear como um artista gay. 
Nicholson e Hunt ganharam o Oscar de Melhor Ator e Oscar de Melhor Atriz, respectivamente, tornando As Good As It Gets o filme mais recente que ganhou ambos os prêmios de atuação de protagonização, e o primeiro desde 1991, quando aconteceu com O Silêncio dos Inocentes. Ele é classificado na posição 140 da revista Empire da lista de "Os 500 Melhores Filmes de Todos os Tempos".

## Prêmios e indicações
| Prêmio/evento          | Categoria                         | Recipiente                   | Resultado                   |
| ---------------------- | --------------------------------- | ---------------------------- | --------------------------- |
| Oscar 1998             | melhor ator                       | Jack Nicholson               | Venceu                      |
| Oscar 1998             | melhor atriz                      | Helen Hunt                   | Venceu                      |
| Oscar 1998             | melhor filme                      |                              | Indicado                    |
| Oscar 1998             | Melhor ator coadjuvante           | Greg Kinnear                 | Indicado                    |
| Oscar 1998             | Melhor roteiro original           | James L. Brooks, Mark Andrus | Indicado                    |
| Oscar 1998             | Melhor trilha sonora              | Hans Zimmer                  | Indicado                    |
| Oscar 1998             | Melhor edição                     | Richard Marks                | Indicado                    |
| Globo de Ouro 1998     | Melhor atriz - comédia ou musical | Helen Hunt                   | Venceu                      |
| Globo de Ouro 1998     | Melhor ator - comédia ou musical  | Jack Nicholson               | Venceu                      |
| Globo de Ouro 1998     | Melhor filme - comédia ou musical |                              | Venceu                      |
| Globo de Ouro 1998     | Melhor direção                    | James L. Brooks              | Indicado                    |
| Globo de Ouro 1998     | Melhor ator coadjuvante           | Greg Kinnear                 | Indicado                    |
| Globo de Ouro 1998     | Melhor roteiro                    | James L. Brooks, Mark Andrus | Indicado                    |
| Academia Japonesa 1999 | Melhor filme estrangeiro          |                              | Venceu[carece de fontes?]   |
| MTV Movie Awards 1998  | Melhor atuação feminina           | Helen Hunt                   | Indicado[carece de fontes?] |

## Elenco
- Jack Nicholson.... Melvin Udall
- Helen Hunt.... Carol Connelly
- Greg Kinnear.... Simon Bishop
- Cuba Gooding Jr..... Frank Sachs
- Julie Benz.... recepcionista
- Shirley Knight.... Beverly Connelly
- Jesse James.... Spencer "Spence" Connelly
- Skeet Ulrich .... Vincent Lopiano
- Yeardley Smith .... Jackie Simpson
- Lupe Ontiveros .... Nora Manning
- Harold Ramis.... Dr. Martin Bettes
- Jill the Dog .... Verdell (o cão)
- Bibi Osterwald .... vizinha
- Ross Bleckner .... Carl
- Danielle Spencer.... veterinária

## Trilha sonora
A trilha sonora apresenta peças instrumentais compostas por Hans Zimmer e músicas de vários artistas.
1. "As Good as It Gets" - Zimmer
2. "A Better Man" - Zimmer
3. "Humanity" - Zimmer
4. "Too Much Reality" - Zimmer
5. "1.2.3.4.5" - Zimmer
6. "Greatest Woman on Earth" - Zimmer
7. "Everything My Heart Desires" - Danielle Brisebois
8. "Under Stars" - Phil Roy
9. "My Only" - Danielle Brisebois
10. "For Sentimental Reasons (I Love You)" - Nat King Cole
11. "Hand on My Heart" - Judith Owen
12. "Climb on (A Back That's Strong)" - Shawn Colvin
13. "Always Look on the Bright Side of Life" - Eric Idle

## Sinopse
Melvin Udall (Jack Nicholson) é um escritor de romances de sucesso em Nova Iorque. Ele sofre de transtorno obsessivo compulsivo (TOC), que o isola de seus vizinhos e de qualquer outra pessoa em seu apartamento em Manhattan. Come todos os dias na mesma mesa do mesmo restaurante usando talheres descartáveis que ele mesmo leva consigo. Ele se interessa pela garçonete Carol Connelly (Helen Hunt), a única funcionária do restaurante que tolera seu comportamento abusivo.
Um dia, um vizinho de Melvin, o artista plástico homossexual Simon Bishop (Greg Kinnear) é internado em um hospital por causa de um assalto à sua casa. Melvin é forçado a cuidar de Verdell, o cachorro de Simon. Apesar de Melvin odiar o cachorro, ele acaba criando laços de amizade com o animal à medida em que começa a ganhar mais atenção da garçonete. Suas vidas começam a se misturar a partir da volta de Simon do hospital.

## Recepção

### Crítica
O filme recebeu críticas positivas dos críticos e foi nomeado e recebeu muitos prêmios de cinema, incluindo uma indicação ao Oscar de Melhor Filme e um Globo de Ouro de Melhor Filme Musical ou Comédia.
No site agregador de críticas Rotten Tomatoes, 86% das 75 avaliações dos críticos são positivas. O Metacritic, que usa uma média ponderada, atribuiu ao filme uma pontuação de 67 em 100, baseado em 30 críticos, indicando críticas "geralmente favoráveis".
Dois atores principais do filme, Jack Nicholson e Helen Hunt, receberam ambos prêmios Oscar e Globo de Ouro por suas atuações. Crítico de cinema do Chicago Reader Jonathan Rosenbaum escreveu que o diretor James Brooks "Ver como gerencia (os personagens), que lutam bravamente para se conectar uns com os outros é engraçado, doloroso, bonito, e, basicamente, verdadeiro, um triunfo para todos os envolvidos."
No entanto, elogios para o filme não foi uniforme entre os críticos. Roger Ebert deu ao filme três estrelas (em quatro) e chamou o filme de um "compromisso, um filme que força um sorriso em material que não usa uma facilidade", escrevendo que o filme chamou "volta para fórmulas de história", mas tinha bom diálogo e performances. Crítico de cinema do Washington Post Desson Howe deu uma revisão geral negativa do filme, escrevendo que "fica atolado em sentimentalismo, enquanto as rodas giram inutilmente na ultrapassagem da resolução de vida."

### Bilheteria
As Good as It Gets também foi um sucesso de bilheteria, a abertura no número três na bilheteria (atrás de Titanic e Tomorrow Never Dies) com  12,6 milhões de dólares, e, eventualmente, ganhando mais 148 milhões no mercado interno e 314 milhões em todo o mundo. É segundo filme mais lucrativo de Jack Nicholson, atrás de Batman.